# UW–Milwaukee Panther Arena
 (avril 2025).
L'UW–Milwaukee Panther Arena est une salle omnisports (arena) située à Milwaukee, dans le Wisconsin. Sa capacité est de 10 783 places.

## Événements
- NBA All-Star Game 1977, 13 février 1977
- Skate America 2015, du 23 au 25 octobre 2015
- Pour célébrer la 50e saison des Bucks en NBA, un match de saison réguliere est joué dans l'UW–Milwaukee Panther Arena. Le 26 octobre 2017, les Celtics battent les Bucks 96–89.